# Коджаэли (ил)
Коджаэли́ (тур. Kocaeli) — ил на северо-западе Турции.
Расположен в Мраморноморском регионе анатолийской части страны.

## Этимология
До 1923 года ил носил название Измит, происходящее от названия некогда находившейся здесь Никомедии и сохранившееся за административным центром. 23 января 1923 года решением министерства внутренних дел получил название Коджаэли. Оно происходит от имени Акча Коджа, одного из соратников основателя Османской империи Османа I, завоевавшего эти земли в 1320 году. Коджаэли дословно означает руку Коджи. Это название также носит Вифинский полуостров, на территории которого расположена северная часть ила.
Наименование часто употребляют в качестве синонима столицы ила Измита, чтобы отличить его от Измира, популярного места отдыха, название которого отличается в произношении всего одним звуком. В то же время многие жители Коджаэли до сих пор Измитом называют весь ил.

## География
Коджаэли располагается между 29°22′ и 30°21′ восточной долготы и между 40°31′ и 41°13′ северной широты в области Чаталджа-Коджаэли Мраморноморского региона Турции. Север ила омывается Чёрным морем, а юг охватывает Измитский залив Мраморного моря с севера и с юга. На востоке и юго-востоке провинция граничит с илом Сакарья, на юге с илом Бурса, на западе с илом Ялова (южный берег Измитского залива) и с илом Стамбул (северный берег Мраморного моря).
Проходящий через Измит (административный центр Коджаэли) 30-й меридиан определял часовой пояс Турции UTC+2. В настоящее время в Турции принят часовой пояс UTC+3, без перевода стрелок на "зимнее" или "летнее" время; таким образом UTC+3 может соответствовать круглый год летнему восточноевропейскому времени.
Территория ила составляет 3 635 км². Положение между Европой и Азией, а также наличие природной гавани Измитского залива превращают провинцию в один из важнейших транспортных узлов не только Турции, но и Европы и Азии.
Природными границами провинции являются речка Кемиклидере (тур. Kemiklidere), текущая между Стамбулом и городом Гебзе (крупнейший промышленный центр ила); Саманские горы, отделяющие Коджаэли от ила Бурса; западный берег озера Сапанджа (тур. Sapanca), отмечающий границу с илом Сакарья.

## Список городов ила Коджаэли
| №  | Город (рус.) | Город (тур.) | Население (1990) | Население (2000) | Население (2007) | Население (2008, предв. оценка) |
| -- | ------------ | ------------ | ---------------- | ---------------- | ---------------- | ------------------------------- |
| 1  | Гебзе        | Gebze        | 159 116          | 253 487          | 310 815          | 319 738                         |
| 2  | Измит        | İzmit        | 190 741          | 195 699          | 248 424          | 255 956                         |
| 3  | Дериндже     | Derince      | 66 141           | 93 997           | 113 991          | 116 806                         |
| 4  | Дарыджа      | Darıca       | 53 559           | 85 818           | 109 580          | 112 975                         |
| 5  | Кёрфез       | Körfez       | 63 194           | 81 938           | 97 535           | 99 859                          |
| 6  | Гёльджюк     | Gölcük       | 65 600           | 55 790           | 71 538           | 73 788                          |
| 7  | Чайырова     | Çayırova     | 7 800            | 24 825           | 36 741           | 38 709                          |
| 8  | Карамюрсель  | Karamürsel   | 24 462           | 29 353           | 36 466           | 37 172                          |
| 9  | Диловасы     | Dilovası     | 18 590           | 28 890           | 35 856           | 36 851                          |
| 10 | Дегирмендере | Değirmendere | 19 530           | 22 086           | 29 906           | 31 023                          |
| 11 | Аликяхья     | Alikahya     | 4 074            | 16 300           | 23 192           | 24 182                          |
| 12 | Хереке       | Hereke       | 13 872           | 14 553           | 18 877           | 19 495                          |
| 13 | Юваджик      | Yuvacık      | 7 338            | 12 101           | 18 491           | 19 404                          |
| 14 | Кёсекёй      | Köseköy      | 9 200            | 15 639           | 17 492           | 17 757                          |
| 15 | Кандыра      | Kandıra      | 10 427           | 12 641           | 15 473           | 15 770                          |
| 16 | Узунчифтлик  | Uzunçiftlik  | 7 261            | 13 302           | 14 893           | 15 342                          |
| 17 | Куллар       | Kullar       | 8 820            | 17 105           | 13 730           | 13 248                          |
| 18 | Ихсание      | İhsaniye     | 9 186            | 15 000           | 12 839           | 13 054                          |
| 19 | Бахчеджик    | Bahçecik     | 8 648            | 9 563            | 12 232           | 12 613                          |
| 20 | Куручешме    | Kuruçeşme    | 7 743            | 9 490            | 11 785           | 12 113                          |
| 21 | Арсланбей    | Arslanbey    | 3 439            | 4 421            | 10 573           | 11 452                          |
| 22 | Картепе      | Kartepe      |                  |                  |                  | 87 896                          |

## Административное деление

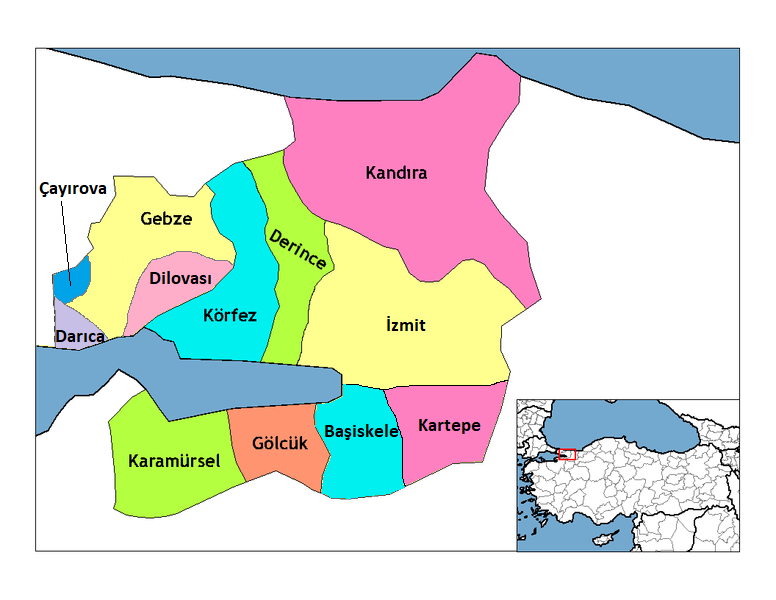

Провинция до 2008 года делилась на семь городов-ильче: на северном берегу Измитского залива с востока на запад располагаются Гебзе (тур. Gebze), Кёрфез (тур. Körfez), Дериндже (тур. Derince). Измит охватывает восточную оконечность Измитского залива с севера, востока и юга. По южному берегу залива с востока на запад располагаются Гёльджюк (тур. Gölcük) и Карамюрсель (тур. Karamürsel). На черноморском берегу провинции располагается Кандыра (тур. Kandıra). В 2008, отделившись от Гебзе, возникли ильче Чайырова (тур. Çayırova), Диловасы (тур. Dilovası) и Дарыджа (тур. Darıca). Вместе с ильче Картепе (тур. Kartepe) и Башискеле (тур. Başiskele) в Коджаэли сейчас насчитывается 12 ильче. Административным центром провинции является город Измит (тур. İzmit).
1. Дериндже (Derince)
2. Гебзе (Gebze)
3. Гёльджюк (Gölcük)
4. Измит (İzmit)
5. Кандыра (Kandıra)
6. Карамюрсель (Karamürsel)
7. Кёрфез (Körfez)
8. Картепе (Kartepe)
9. Башискеле (Başiskele)
10. Чайырова (Çayırova)
11. Диловасы (Dilovası)
12. Дарыджа (Darıca)

## Экономика
Ил Коджаэли — один из наиболее экономически развитых и динамично развивающихся районов Турции. В нём представлены табачная, целлюлозно-бумажная, химическая, текстильная и пищевая промышленность, производство цемента. В городе Гёльджюке на южном берегу Измитского залива расположена главная база военно-морского флота Турции.

## Достопримечательности
Северный берег Измитского залива является популярным местом отдыха, известным как Турецкая Ривьера.